# 菲爾德布魯克 (加利福尼亞州)
菲爾德布魯克（英語：Fieldbrook）是位於美國加利福尼亞州洪堡縣的一個人口普查指定地區。

## 地理
菲爾德布魯克的座標為40°57′56″N 124°02′08″W / 40.96556°N 124.03556°W，而該地最高點為海拔高度62米（即203英尺）。

## 人口
根據2010年美國人口普查的數據，菲爾德布魯克的面積為27.121平方千米，當中陸地面積為27.111平方千米，而水域面積為0.010平方千米。當地共有人口859人，而人口密度為每平方千米31人。